# Marie-Octobre
Marie-Octobre és una pel·lícula francesa dirigida per Julien Duvivier, estrenada l'any 1959.

## Argument
Un grup de ex-resistents, alguns dels quals s'havien perdut de vista des del final de la guerra, es troben quinze anys més tard. Sopen junts a casa del seu antic cap, Castille, que va ser detingut i mort aquí, esdeveniment que va precipitar la caiguda de la xarxa.
Aquesta trobada és organitzada per Marie-Octobre, nom de codi de l'antic enllaç de la xarxa, i pel propietari actual del lloc, François Renaud-Picart. En realitat, han organitzat la reunió per esbrinar el misteri de la mort de Castille: un antic membre del servei d'informació alemany els ha confessat que va ser gràcies a un traïdor que la Gestapo va aconseguir descobrir-los aquell vespre.
De mica en mica, els antics membres descobreixen o suposen bones raons a cadascun per haver pogut trair: l'amor, l'esquer del guany, la covardia, el menyspreu, la política, la col·laboració... Malgrat l'oposició d'un prevere, voten la mort del traïdor - que haurà de suïcidar-se després d'haver signat la confessió. Una vegada descobert, aquest intenta escapar-se, a continuació apel·la a la seva pietat. El prevere aconsegueix impedir una estona que s'executi la seva decisió. Però el traïdor és finalment mort per Marie-Octobre, que crida a continuació la gendarmeria, després d'haver esquinçat la confessió que el traïdor ha estat forçat a escriure.

## Repartiment
- Danielle Darrieux: Marie-Hélène Dumoulin anomenada « Marie-Octobre », directora d'una casa de costura
- Paul Meurisse: François Renaud-Picart, industrial
- Bernard Blier: Julien Simoneau, advocat penalista
- Lino Ventura: Carlo Bernardi, amo d'un club de strip-tease.
- Noël Roquevert: Étienne Vandamme, interventor de contribucions
- Robert Dalban: Léon Blanchet, manyà lampista
- Paul Frankeur: Lucien Marinval, carnisser
- Serge Reggiani: Antoine Rougier, impressor
- Paul Guers: Yves El Gueven, prevere
- Daniel Ivernel: Robert Thibaud, metge
- Jeanne Fusier-Gir: Victorine, la governanta
- Iska Khan: ell mateix (combat de catch televisat) (no surt als crèdits)
- King-Kong Taverne: ell mateix (combat de catch televisat) (no surt als crèdits)
- Paul Villard: ell mateix (combat de catch televisat) (no surt als crèdits)
- Roger Delaporte: ell mateix (combat de catch televisat) (no surt als crèdits)
- René Brejot: ell mateix, l'àrbitre del combat de catch (no surt als crèdits)

## Rebuda de la crítica
A l'estrena del film, la crítica està dividida.
| « | Aquesta història és enginyosa, i hom es sorprèn de no haver estat abans atrapat, apassionat, captivat pel film de Julien Duvivier. Es « camina » en efecte, i es cau de bon grau als petits paranys que estén el director. Per amor a l' « esport » es busquen solucions al problema, s'elaboren raonaments. Però la nostra atenció és superficial. No participem més que de lluny, aficionats, en el drama que es desenvolupa davant dels nostres ulls. No ens sentim implicats en aquest afer com ho érem en Dotze homes sense pietat.[...] No cal dir que Marie-Octobre assolirà segurament un gran èxit de públic. El suspens imaginat per Jacques Robert, la vivacitat del diàleg de Henri Jeanson, faran oblidar als espectadors les debilitats del relat. Pel que fa als actors, són tots excel·lents | » |

La Nouvelle Vague, com a reacció contra una certa tendència del cinema francès cap a l'anquilosi i l'artificiositat. Marie octobre és una perfecte exemple d'aquesta tendència.

## Al voltant de la pel·lícula
- Julià Duvivier ha rodat les escenes del film en l'ordre del guió.
- La recerca del traïdor treu a la llum la personalitat de cada membre de la xarxa, però també i sobretot la de Castille, el seu cap, personatge fort però diferent de la llegenda que s'havia teixit al seu voltant.
- La mort del traïdor no canviarà res en l'ambigüitat dels personatges. Així quan Marie-Octobre abat ella mateixa el culpable, és per fer justícia o per venjar el seu antic amant?
- L'evolució d'aquesta investigació a porta tancada fa sospitós cadascun dels protagonistes. El càsting reuneix actors famosos del cinema francès de l'època (Darrieux, Roquevert, Frankeur, Blier, Ventura, Dalban, Meurisse), amb l'aportació simbòlica d'un actor de notorietat llavors més recent (Guers), i d'una actriu de segons papers activa des dels anys 1930 (Jeanne Fusier-Gir).
- El desenvolupament del film respecta la regla clàssica de les tres unitats, el temps, el lloc i l'acció.
- L'habitació on té lloc l'acció és ricament moblada. Es distingeixen dues còpies de quadres antics, de Pompeo Batoni,[4] La Mort de Marc-Antoine i de François Boucher,[5] Renaud i Armide.